# Narodni park Lal Suhanra
Narodni park Lal Suhanra v Pakistanu, ki je v okrožju Bahawalpur v provinci Pandžab. Je eden največjih narodnih parkov v Južni Aziji in ga je UNESCO razglasil za biosferni rezervat. Lal Sohanra je znan po raznolikosti svoje pokrajine, ki vključuje puščavske, gozdne in mokriščne ekosisteme.
Obstajajo arheološki ostanki starodavne Indske civilizacije, ki je nekoč cvetela ob reki Ghaggar-Hakra (paleo reka Sarasvati).

## Geografija
Narodni park Lal Suhanra je približno 35 kilometrov vzhodno od Bahavalpurja in predstavlja sintezo gozdnega in puščavskega življenja. Zavzema zemljišča na obeh straneh kanala Desert Branch in se razprostira na 51.590 hektarjih, od tega je 8488 hektarjev zelene zemlje (namakane plantaže), 41.167 hektarjev je suhe zemlje (puščava), in 1930 hektarjev je mokrotna zemljišča (ribniki in jezera). Teren parka je na splošno raven, prepreden s peščenimi sipinami, ki merijo med 1 in 6 metri v višino in zavzemajo več 400 hektarjev vsaka.
Biosferni rezervat prečka posušena struga reke Ghaggar-Hakra in obsega jezero Patisar ter namakano zemljo. Uradniki so povedali, da bodo avtohtona drevesa, kot sta indijski palisander ali šišam (Dalbergia sissoo) in akacija Vachellia karroo, posajena na 500 hektarjih neplodnega zemljišča v rezervatu za divje živali.

## Divje živali
Številne vrste živijo po vsem parku, tudi azijska divja mačka, zajec, droplje in jelen. Plazilci v parku so varan, verigasti gad (Daboia russelii), naočarka (Naja naja), gad Echis, kača volčjak (Lycodon capucinus), peščeni udavi (Erycinae) in kuščarji.

## Levji safari
Pandžabska vlada načrtuje pretvorbo narodnega parka Lal Sohanra v safari park za divje živali mednarodnega standarda. Ena najvidnejših znamenitosti je levji safari, ki gostom omogoča ogled levov v njihovem naravnem okolju od blizu.